# Jeetpur
Jeetpur (nep. जीतपुर) – gaun wikas samiti w środkowej części Nepalu w strefie Narajani w dystrykcie Parsa. Według nepalskiego spisu powszechnego z 2001 roku liczył on 800 gospodarstw domowych i 4519 mieszkańców (2239 kobiet i 2280 mężczyzn).